# Спурій Постумій Альб Регіллен (військовий трибун з консульською владою 432 року до н. е.)
Спу́рій Посту́мій Альб Регілле́н (лат. Spurius Postumius Albus Regillensis; IV століття до н. е.) — політичний і військовий діяч Римської республіки; військовий трибун з консульською владою (консулярний трибун) 432 року до н. е.

## Біографічні відомості
Походив з патриціанського Постуміїв. Про батьків, молоді роки Спурія Постумія відомості не збереглися.
432 року до н. е. його було обрано військовим трибуном з консульською владою разом з Луцієм Пінарієм Мамерціном і Луцієм Фурієм Медулліном. Упродовж цієї каденції військових дій не відбулося. Імовірно було прийнято перший закон проти зловживань на виборах. 
Спурій Постумій бул легатом у війську диктатора Авла Постумия Туберта, яке діяло в 431 році до н. е. проти вольськів і еквів. Про подальшу долю Спурія Постумія Альба Регіллена згадок немає.